# Arthur Ranc

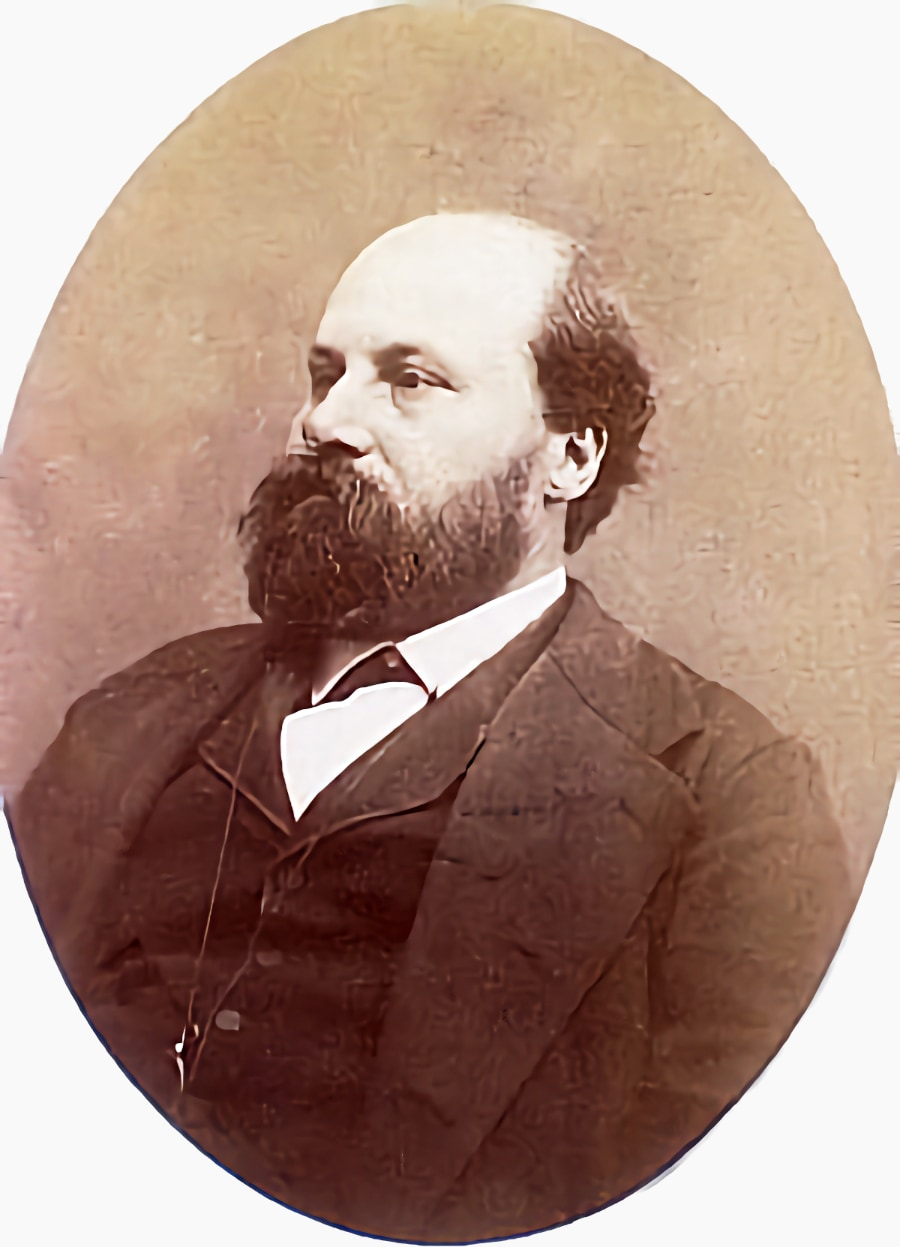
Arthur Ranc

Arthur Ranc (* 20. Dezember 1831 in Poitiers; † 10. August 1908 in Paris) war ein französischer Politiker, Journalist und Schriftsteller.

## Leben
Arthur Ranc studierte Jurisprudenz in Paris und besuchte nebenbei die École des Chartes. Er war ein glühender Republikaner und 1853 in eine Verschwörung gegen Napoleon III. verwickelt, wurde aber freigesprochen. Kurz danach kam er wegen seiner Mitgliedschaft in einer geheimen Gesellschaft ins Gefängnis. 1855 wurde er wegen seiner Involvierung in das Attentat von Edmond Bellemare auf den Kaiser erneut inhaftiert und ohne Prozess nach Algerien deportiert, von wo er jedoch im Juni 1856 zu entfliehen vermochte. Daraufhin ließ er sich in Genf nieder. 1859 infolge einer Amnestie nach Frankreich zurückgekehrt, arbeitete er als Korrektor für die L’Opinion nationale sowie für mehrere oppositionelle Zeitungen, was ihm noch einige Bestrafungen zuzog.
Nach dem Sturz Napoleons III. am 4. September 1870 wurde Ranc Maire des 9. Pariser Bezirks. Während der Belagerung von Paris verließ er die Stadt am 14. Oktober 1870 im Ballon und begab sich nach Bordeaux zu Léon Gambetta, der ihn zu einer Art Polizeidirektor ernannte. Daraufhin organisierte er den Spionagedienst, durch den General Trochu über die Verteilung und Stärke der preußischen Streitkräfte rund um Paris informiert war.
Am 8. Februar 1871 wurde Ranc vom Département Seine in die Nationalversammlung gewählt. Er stimmte gegen die Friedenspräliminarien und legte nach deren Annahme sein Mandat nieder. Im März 1871 wurde er Mitglied der Pariser Kommune und gehörte dem Ausschuss der Justiz und der auswärtigen Angelegenheiten an. Vergeblich bemühte er sich, zwischen den Pariser Maires und den Kommunarden einen Frieden zu vermitteln. Da er das Dekret über die Erschießung von Geiseln missbilligte, zog er sich am 6. April 1871 aus der Kommune zurück.
Im November 1871 trat Ranc in die Redaktion der République française, des Organs seines Gönners Gambetta, ein. Seit dem 30. Juli 1871 Mitglied des Pariser Gemeinderats, wurde er am 11. Mai 1873 vom Département Rhône in die Nationalversammlung gewählt und hielt sich zur äußersten Linken. Als einen Monat später wegen seiner Teilnahme an der Pariser Kommune ein Gerichtsverfahren gegen ihn eingeleitet wurde, floh er nach Belgien. Dort publizierte er eine Flugschrift, in der er sein Verhalten während der Zeit der Kommune rechtfertigte. Am 13. Oktober 1873 wurde er in Abwesenheit zum Tod verurteilt. Im gleichen Jahr trug er in Brüssel ein Duell mit Paul de Cassagnac aus.
Ranc blieb bis 1879 in Belgien, kehrte nach der in diesem Jahr von Jules Grévy erlassenen Amnestie nach Frankreich zurück und schrieb wie auch schon während seiner Zeit im Exil weiterhin als eifriger Gambettist  für die République française und den Voltaire. Am 4. September 1881 wurde er zum Mitglied der Deputiertenkammer gewählt. 1885 unterlag er aber bei den Wahlen und verlor damit sein Abgeordnetenmandat. Dafür wurde er im Januar 1891 Senator. Ab 1890 fungierte er als Chefredakteur des Paris. Er verteidigte die Republik energisch gegen die Agitation von Georges Boulanger und spielte eine ebenso mutige Rolle in der Dreyfus-Affäre. Während des Duells zwischen Marie-Georges Picquart und Hubert-Joseph Henry fungierte er als Picquarts Sekundant. Durch den Einfluss der Nationalisten 1899 zu Fall gebracht und am 28. Januar 1900 nicht mehr in den Senat gewählt, wurde er im Februar 1903 von Korsika wieder in den Senat entsandt. Er folgte Georges Clemenceau im März 1905 als Herausgeber der Aurore, in der Zolas Brief J’accuse erschienen war. Ferner war er Präsident der Vereinigung republikanischer Journalisten. Er starb am 10. August 1908 im Alter von 76 Jahren in Paris.

## Werke (Auswahl)
- Le roman d’une conspiration, 1869 (von Fouquier und Carré dramatisiert)
- Histoire de la conspiration de Babœuf, 1869
- Sous l’Empire, roman de mœurs politiques et sociales, politischer Roman über das Zweite Kaiserreich, 1872
- De Bordeaux à Versailles. L’assemblée de 1871 etc., Geschichtsdarstellung der Nationalversammlung, 1877; neue Ausgabe 1880